# Віки Лулу (фільм)
«Віки́ Лулу́» (ісп. Las edades de Lulú) — іспансько-італійський кінофільм 1990 року, еротична драма, поставлена режисером Бігасом Луною з італійською акторкою Франческою Нері та іспанським актором Оскаром Ладуаром в головних ролях, а також іспанськими акторами Марією Барранко та Хав'єром Бардемом у другорядних ролях. В основі сюжету історія про сексуально розкуту дівчину Лулу та її сексуальні пригоди в різні періоди життя. Стрічка є адаптацією однойменного роману, написаного 1989 року іспанською письменницею Альмуденою Грандес.

## Сюжет
Лулу (Франческа Нері) — гарна п'ятнадцятирічна дівчина з Мадрида. Вона закохується в Пабло (Оскар Ладуар), найкращого друга свого брата, на кілька років старшого за неї. Пабло, розуміючи, що дівчина закохалася в нього без тями, спокушає її. Після їх першої зустрічі та статевого акту Пабло їде у США, де будує професорську кар'єру. В той час Лулу продовжує жити в Іспанії, вчиться в університеті й чекає на повернення коханого. Повернувшись, він одразу зустрічає Лулу на одній зі своїх лекцій. Після першого анального сексу Пабло просить Лулу одружитися з ним. Після весілля Лулу народжує доньку. Вони продовжують жити розкутим сексуальним життям, повним сексуальних перверсій, зокрема іноді слідкують на вулиці за повіями-трансвеститами. Одного разу Пабло та Лулу вирішують запросити зайнятися сексом утрьох одного з них, на ім'я Елі (Марія Барранко), з яким пізніше стають друзями.
Минають роки, і одного вечора Лулу погоджується з зав'язаними очима зайнятися сексом утрьох за участі незнайомця. Однак, коли пов'язку знімають, Лулу з жахом бачить, що цим незнайомцем є її рідний брат Марсело (Фернандо Гільєн Куерво), той самий, що колись познайомив їх із Пабло. Вона злиться на Пабло і покидає його з донькою. Залишившись самотньою та бажаючи задовольнити свою сексуальну хіть, Лулу шукає випадкових зустрічей: вона захоплена гомосексуальними порнофільмами та вирішує, що хоче побачити їх вживу. Одного разу в мадридському барі вона зустрічає Джиммі (Хав'єр Бардем), який дозволяє їй бути свідком і брати участь у сексі з кількома геями в обмін на гроші.
Щоб заробити гроші, необхідні для підтримки цієї нової одержимості, Лулу погоджується взяти участь у БДСМ-сесії. Спочатку вона була не проти нового досвіду, але побачивши кімнату й клієнта-підглядача, змінює думку й намагається піти, але інші учасники БДСМ-сесії не пускають її й зв'язують. Попередивши Пабло, що Лулу потрапила в халепу, Елі приходить на місце зустрічі й намагається врятувати подругу. Однак на неї нападає й вбиває Джиммі. Лулу, звільнена поліцією, зустрічає Пабло, знову обіймаючи чоловіка.

## Акторський склад
| Актор                  | Роль            | В оригіналі     |
| ---------------------- | --------------- | --------------- |
| Франческа Нері         | Лулу            | Lulú            |
| Оскар Ладуар           | Пабло           | Pablo           |
| Марія Барранко         | Елі             | Ely             |
| Фернандо Гільєн Куерво | Марсело         | Marcelo         |
| Росана Пастор          | Чело            | Chelo           |
| Хав'єр Бардем          | Джиммі          | Jimmy           |
| Хуан Граель            | Ремі            | Remy            |
| Родріго Вальверде      | Пабліто         | Pablito         |
| Пілар Бардем           | Енкарна         | Encarna         |
| Марта Мей              | мати Лулу       | Madre de Lulú   |
| Глорія Родрігес        | Крістіна        | Cristina        |
| Анхель Джове           | Аліканте        | Alicantino      |
| Айнара Перес           | Лулу            | Lulú            |
| Хуан Сала              | батько Лулу     | Padre de Lulú   |
| Пепа Серрано           | Фламенка        | Flamenca        |
| Луїс Ампоста           | Алкой           | Alcoy           |
| Луїс Луна              | хлопець Алкой   | Novio de Alcoy  |
| Томас Ордонез          | Маріо           | Mario           |
| Анхель Фернандес       | культурист      | Culturista      |
| Леонор Бруна           | Амелія          | Amelia          |
| Хав'єр Мас             | хлопець Амелії  | Novio de Amelia |
| Луїс Малуенда          | фотограф        | Fotográfo       |
| Крістіан Деніс         | модератор       | Moderador       |
| Хосе Антоніо Наварро   | друг Чело       | Amigo de Chelo  |
| Кармен Грей            | друг Чело       | Amigo de Chelo  |
| П'єтро Олівера         |                 | Chico Fotocopia |
| Інма Барріонуево       |                 | Chica Fotocopia |
| Рауль Санчес-Мігаллон  |                 | Tio Fotocopia   |
| Амадо Круз             |                 | Chico Lavabo    |
| Марина Каррезі         |                 | Chica Lavado    |
| Мануель Гомес          | гей в готелі №1 | Gay Hotel I     |
| Пеп Коромінас          | гей в готелі №2 | Gay Hotel II    |

## Прокат
В Іспанії фільм вийшов в прокат під назвою ісп. Las edades de Lulú, в Італії — італ. Le età di Lulù. Також мали місце оригінальні назви в:
- Бразилія,  Португалія — порт. As Idades de Lulu;
- Болгарія — болг. Лулу;
- Єгипет,  Індія,  Ізраїль,  Нідерланди,  Філіппіни,  Сінгапур,  ПАР,  Таїланд,  Велика Британія,  США — англ. The Ages of Lulu;
- Фінляндія,  Німеччина,  Угорщина,  Польща,  Туреччина — англ. Lulu;
- ФРН — фр. Les vies de Loulou;
- Японія — яп. ルルの時代;
- Литва — лит. Aistringoji Lulu.[1]

Фільм вийшов в прокат не лише в Італії та Франції, а й в інших західних країнах:
- Іспанія — 3 грудня 1990 року (Барселона), 5 грудня 1990 року (Мадрид);
- США — 12 квітня 1991 року;
- Італія — 19 квітня 1991 року;
- Велика Британія — 17 травня 1991 року;
- Німеччина — 6 червня 1991 року;
- Франція — 10 липня 1991 року, 6 вересня 2012 року (Дивний фестиваль[fr]);
- Аргентина — 26 вересня 1991 року;
- Португалія — 23 січня 1992 року;
- Бразилія — 12 червня 1992 року;
- Туреччина — 3 вересня 1993 року;
- Литва — 10 лютого 2000 року;
- Південна Корея — 27 травня 2000 року;
- Естонія — 16 червня 2000 року;
- Чехія — 8 липня 2001 року;
- Польща — 10 липня 2009 року;
- Нідерланди — 6 грудня 2012 року;
- ОАЕ — 28 січня 2013 року;
- Єгипет — 7 липня 2021 року;
- Сінгапур — 7 липня 2021 року.